# Coupe de Russie masculine de handball
La Coupe de Russie masculine de handball est une compétition à élimination directe opposant des clubs masculins de handball en Russie.
Comme le Championnat, la compétition est dominée par le Medvedi Tchekhov, vainqueur en 2023 de sa 15e coupe en 18 éditions.

## Palmarès
| Saison    | Vainqueur               | Finaliste            |
| --------- | ----------------------- | -------------------- |
| 2005-2006 | Medvedi Tchekhov        | Medvedi Tchekhov II  |
| 2006-2007 | Medvedi Tchekhov        | ?                    |
| 2007-2008 | Medvedi Tchekhov        | ?                    |
| 2008-2009 | Medvedi Tchekhov        | Kaustik Volgograd    |
| 2009-2010 | Medvedi Tchekhov        | Kaustik Volgograd    |
| 2010-2011 | Medvedi Tchekhov        | Kaustik Volgograd    |
| 2011-2012 | Medvedi Tchekhov        | Medvedi Perm         |
| 2012-2013 | Medvedi Tchekhov        | Kaustik Volgograd    |
| 2013-2014 | Medvedi Perm            | Saint-Pétersbourg HC |
| 2014-2015 | Medvedi Tchekhov        | SKIF Krasnodar       |
| 2015-2016 | Medvedi Tchekhov        | Saint-Pétersbourg HC |
| 2016-2017 | SKIF Krasnodar          | Medvedi Tchekhov     |
| 2017-2018 | Medvedi Tchekhov        | Spartak Moscou       |
| 2018-2019 | Medvedi Tchekhov        | Spartak Moscou       |
| 2019-2020 | Medvedi Tchekhov        | Spartak Moscou       |
| 2020-2021 | Medvedi Tchekhov        | SKIF Krasnodar       |
| 2021-2022 | Dinamo Viktor Stavropol | CSKA Moscou          |
| 2022-2023 | Medvedi Tchekhov        | Medvedi Perm         |
| 2023-2024 | CSKA Moscou             | Medvedi Tchekhov     |

## Bilan
| Rang | Club                    | Titres | Années                                                                                   |
| ---- | ----------------------- | ------ | ---------------------------------------------------------------------------------------- |
| 1    | Medvedi Tchekhov        | 15     | 2006, 2007, 2008, 2009, 2010, 2011, 2012, 2013, 2015, 2016, 2018, 2019, 2020, 2021, 2023 |
| 2    | Medvedi Perm            | 1      | 2014                                                                                     |
| 2    | SKIF Krasnodar          | 1      | 2017                                                                                     |
| 2    | Dinamo Viktor Stavropol | 1      | 2022                                                                                     |
| 2    | CSKA Moscou             | 1      | 2024                                                                                     |